# Fausto Cerentin
Fausto Cerentin (Belluno, 1º dicembre 1973) è uno sciatore d'erba italiano.
È stato tre volte campione del mondo, tre volte campione europeo e otto volte campione italiano, ha vinto diverse gare di Coppa del Mondo, ha fatto parte della squadra Nazionale dal 1991 al 2015.

## Biografia
Nato a Belluno e residente a Cirvoi, un piccolo paese a pochi passi da Belluno, Cerentin inizia la sua attività nei primi anni 1990 raggiungendo i migliori risultati ai Campionati del Mondo Junior. Nel 1991 a Lanzo d'Intelvi è secondo in slalom e il terzo in slalom gigante e nel 1992 vince la medaglia d'oro in slalom gigante a Kálnica.
I primi risultati di rilievo nella categoria assoluta li ottiene ai Campionati Europei nel 1996 a Forni di Sopra quando a sorpresa vince tre volte l'oro, nello slalom gigante, super-G e in combinata. L'anno dopo nel 1997 ai Campionati Mondiali Assoluti a Müstair arriva secondo nella combinata, terzo nello slalom gigante e nel super-G e quarto in slalom. Ai Campionati Mondiali del 1999 a Gaal vince il bronzo nello slalom gigante. Nelle successive tre edizioni dei Campionati Mondiali,  manca più volte di poco una medaglia. Nel 2001 il suo miglior piazzamento è il quinto nello slalom e nel 2003 ottiene un quarto nello slalom e nella combinata, sesto posto nello slalom gigante e il nono nel Super-G. Ottiene il quarto posto nella combinata, quinto nello slalom, slalom gigante e il sesto nel Super-G del 2005. Ai Campionati del Mondo 2007 in Repubblica Olešnice v Orlických horách riusciva ad ottenere i suoi migliori risultati. Con due medaglie d'oro in slalom gigante e super-G, ha vinto i suoi primi titoli mondiali aggiungendo altre due medaglie d'argento in slalom e nel super-combinata. Dopo non aver potuto partecipare ai Campionati Mondiali del 2009 a Rettenbach a causa di un infortunio, Cerentin ha vinto la medaglia di bronzo nello slalom gigante ai Mondiali 2011 a Goldingen. Ha anche finito quarto nel super-G, ma solo 18 ° nello slalom. Nel super-combinata è stato squalificato per salto di porta nello slalom dopo essere stato situato nella gara di Super-G al terzo posto. Ai Mondiali del 2013 a Shichikashuku Miyagi riesce ad ottenere una medaglia di bronzo nella Super-Combinata oltre a un quarto in Super-G e due quinti posti in slalom e slalom gigante. Cerentin conclude la sua carriera agonistica con i Mondiali del 2015 a Tambre incrementando i suoi risultati con un oro in slalom gigante e un argento in Super-G oltre a un quinto posto in Super-Combinata e sesto in slalom.
In Coppa del Mondo Cerentin ha partecipato a circa 100 gare ottenendo nelle stagioni 2002, 2006 e 2007 con numerosi podi il terzo posto nella classifica generale. La sua ultima vittoria nella Coppa del Mondo è riuscito ad ottenerla nella super combinata di Rettenbach nella stagione 2014. L'ultimo risultato di rilievo è stato la vittoria della coppa di specialità nella Super-Combinata nel 2014. Ai campionati italiani Cerentin ha vinto otto titoli.

## Palmarès

### Mondiali sci d'erba
- 10 medaglie:
  - 3 ori (gigante, supergigante a Orlickych Horach 2007, gigante a Tambre 2015);
  - 4 argenti (combinata a Müstair 1997; slalom, supercombinata ad Orlickych Horach 2007, supergigante a Tambre 2015);
  - 5 bronzi (supergigante a Müstair 1997; gigante a Gaal 1999; gigante, supergigante a Goldingen 2011; supercombinata a Shichikashuku Miyagi 2013).

### Mondiali juniores sci d'erba
- 3 medaglie:
  - 1 oro (slalom a Kalnica 1992)
  - 1 argento (slalom a Lanzo d'Intelvi 1991)
  - 1 bronzo (gigante a Lanzo d'Intelvi 1991).

### Campionati Italiani di sci d'erba
- 33 medaglie:
  - 8 ori
  - 19 argenti
  - 6 bronzi

### Coppa del Mondo di sci d'erba
- 28 podi 
  - 4 vittorie;
  - 11 secondi posti;
  - 13 terzi posti;

#### Coppa del Mondo - vittorie
| Data           | Luogo        | Paese    | Disciplina     |
| -------------- | ------------ | -------- | -------------- |
| 26 agosto 2007 | Sattel       | Svizzera | Slalom         |
| 6 giugno 2009  | Wilhelmsburg | Austria  | Supercombinata |
| 8 giugno 2014  | Ravascletto  | Italia   | Slalom Sprint  |
| 24 agosto 2014 | Rettenbach   | Austria  | Supercombinata |